# 米槠
米槠（学名：Castanopsis carlesii）为壳斗科锥栗属下的一个种。

## 扩展阅读
- 維基物種上的相關：米槠